# Seznam žánrů elektronické hudby
Toto je seznam žánrů elektronické hudby:
- Ambient
  - Ambient house
  - Ambient techno
  - Dark ambient
  - Drone
  - Illbient
  - Psybient
- Breakbeat
  - Acid breaks
  - Baltimore Club
  - Big beat
  - Breakbeat hardcore
  - Broken beat
  - Chemical breaks
  - Florida breaks
  - Funky breaks
  - Nu skool breaks
  - Miami Bass
  - 4-beat
  - Progressive breaks
  - Jersey Club
- Rave
  - Acid house
  - Acid techno
  - Acid trance
  - Bouncy techno
  - Eurodance
  - Goatrance
  - Happy hardcore
  - Hardtrance
  - Harddance
  - New beat
  - Psychedelic trance
  - Ravebreaks
  - UK garage
  - Jungletekno
- Hardcore
  - Breakbeat hardcore
    - Hardcore breaks

  - Darkcore
  - Digital hardcore
  - Doomcore
  - Frenchcore
  - Gabber
  - Happy hardcore
  - Industrial hardcore
  - Makina
  - Moombahcore
  - Speedcore
    - Extratone
    - Splittercore

  - Terrorcore
  - Trancecore
  - UK hardcore
    - Powerstomp
- Drum and bass
  - Darkstep
  - Drill and bass
  - Drumstep
  - Funkstep
  - Hardstep
  - Jump-up drum & bass
  - Liquid funk
  - Neurofunk
    - Neurohop

  - Sambass
  - Techstep
  - Progressive drum & bass
- Jungle
  - Oldschool jungle
    - Darkside jungle
    - Ragga jungle
    - Hardcore Jungle
- Hardstyle
  - Big room hardstyle
  - Dubstyle
  - Jumpstyle
  - Lento violento
  - Melbourne bounce
- UK garage
  - 2-step
  - Breakstep
  - Dubstep
  - Funky
  - Grime
  - Speed garage (4x4)
    - Bassline
- Chiptune
  - Bitpop
  - Nintendocore
  - Synthwave
    - Synthpunk
    - Synthclash

  - Video game hudba
- Disco
  - Cosmicdisco
  - Eurodisco
  - Spacedisco
  - Italodisco
  - Nu-disco
- Downtempo
  - Acid jazz
  - Balearic Beat
  - Chill-out
  - Dubtronica
  - Ethnic elektronica
  - Moombahton
  - New Age hudba
    - Space hudba

  - Nu jazz
  - Triphop
- Dub
  - Reggae
  - Rocksteady
  - Dancehall
- Electro
  - Crunk
  - Electro backbeat
  - Electro-grime
  - Electro hop
  - Electropop
  - Nightcore
- Electroacoustic
  - Acousmatic music
  - Computer music
  - Electroacoustic improvisatie
  - Field recording
  - Live electronics
  - Live coding
  - Musique concrète
  - Soundscape composition
  - Tape music
- Intelligent dance music
  - Experimental
  - Glitch
- Elektronica
  - Berlin school
  - Chillwave
  - Electronic art music
  - Folktronica
  - Freestyle music
  - Funktronica
  - Laptronica
  - Skweee
  - Sound art
  - Vaporwave
- Electronic rock
  - Alternative dance
  - Dance-punk
  - Dance-rock
  - Dance-metal
  - Dark wave
  - Electroclash
  - Electropunk
  - Ethereal Wave
  - Grind
  - Indietronica
  - New rave
  - New wave
  - Spacerock
  - Synthpop
  - Trip rock
  - Shoegaze
- Eurodance
  - Bubblegum dance
  - Eurobeat
  - Eurotrance
  - Harddance
  - Italo dance
- Hi-NRG
  - Hard NRG
  - New Beat
- House
  - Acid house
  - Ambient house
  - Chicago house
  - Deep house
  - Disco house
  - Diva house
  - Dream house
  - Dutch house
  - Electro house
  - French house
  - Freestyle house
  - Funky house
  - Garage house
  - Ghetto house
  - Hardbag
  - Hip house
  - Italo house
  - Jazz house
  - Jump house
  - Latin house
  - Minimal house
  - Progressive house
  - Techhouse
  - Tribal house
  - Uplifting house
  - Vocal house
- Industrial
  - Aggrotech
  - Cybergrind
  - Electro-industrial
  - Dark electro
  - Electronic Body Music
  - Futurepop
  - Industrial metal
  - Industrial rock
  - Japanoise
  - Neue Deutsche Härte
  - Power electronics
    - Death industrial
    - Powernoise
    - Power electronics

  - Witch House/Drag
- Post-disco
  - Boogie
  - Dance-pop
    - C-pop
    - Europop
    - J-pop
    - K-pop

  - Dance rock
  - Dance metal
- Progressive
  - Progressive breaks
  - Progressive house
  - Progressive techno
  - Progressive trance
- Techno
  - Acid techno
  - Bouncy techno
  - Detroit techno
  - Dub techno
  - Free tekno
  - Ghettotech
  - Minimal techno
  - Nortec
  - Progressive techno
  - Rotterdam techno
  - Schranz / Hardtechno
  - Minimal techno
  - Tecno brega
  - Techstep
  - Toytown Techno
- Trance
  - Acid trance
  - Beirut trance
  - Dream trance
  - Eurotrance
  - Goa trance
  - Hard-trance
  - Neo-trance
  - Psytrance
    - Dark psytrance
    - Full on psytrance
    - Psyprog
    - Psybient
    - Psybreaks
    - Suomisaundi

  - Progressive trance
  - Tech trance
  - Uplifting trance
  - Vocal trance